# Xu Hong (taekwondo)
Xu Hong es una deportista china que compitió en taekwondo. Ganó una medalla de plata en el Campeonato Asiático de Taekwondo de 2014 en la categoría de –62 kg.

## Palmarés internacional
| Campeonato Asiático | Campeonato Asiático  | Campeonato Asiático | Campeonato Asiático |
| Año                 | Lugar                | Medalla             | Categoría           |
| ------------------- | -------------------- | ------------------- | ------------------- |
| 2014                | Taskent (Uzbekistán) | Medalla de plata    | –62 kg              |